# 崔廷圭
崔廷圭（1429年—？），字國信，廣東廣州府番禺縣人，明朝政治人物。進士出身。

## 生平
廣東鄉試第七十二名。成化二年（1466年）丙戌科會試第二百二十一名，殿試登進士第三甲第二百一十四名。

## 家族
曾祖崔武卿。祖父崔義弟。父亲崔福孥。